# Behaalotecha
Behaalotecha, Beha'alotecha, Beha'alothekha, o Behaaloscha (ebraico: בְּהַעֲלֹתְךָ — tradotto in italiano: "fa sì che”, incipit di questa parashah) 36ª porzione settimanale della Torah (ebr.  פָּרָשָׁה – parashah o anche parsha/parscià) nel ciclo annuale ebraico di letture bibliche dal Pentateuco, terza nel Libro dei Numeri. Rappresenta il passo Numeri 8:1-12:16che gli ebrei  leggono generalmente alla fine di maggio o in giugno.
La parashah narra del candelabro nel Tabernacolo, della consacrazione dei Leviti, della Pesach sheni (Seconda Pesach), di come una colonna di fuoco diresse gli Israeliti, delle trombe d'argento, di come gli Israeliti iniziarono i loro viaggi, delle lamentele degli Israeliti, e di come Miriam e Aronne interrogarono Mosè.
Poiché la parashah elenca alcune delle leggi di Pesach, gli ebrei ne leggono una parte, Numeri 9:1-14, come lettura iniziale della Torah per il quarto giorno intermedio (Chol haMoed) di Pesach.

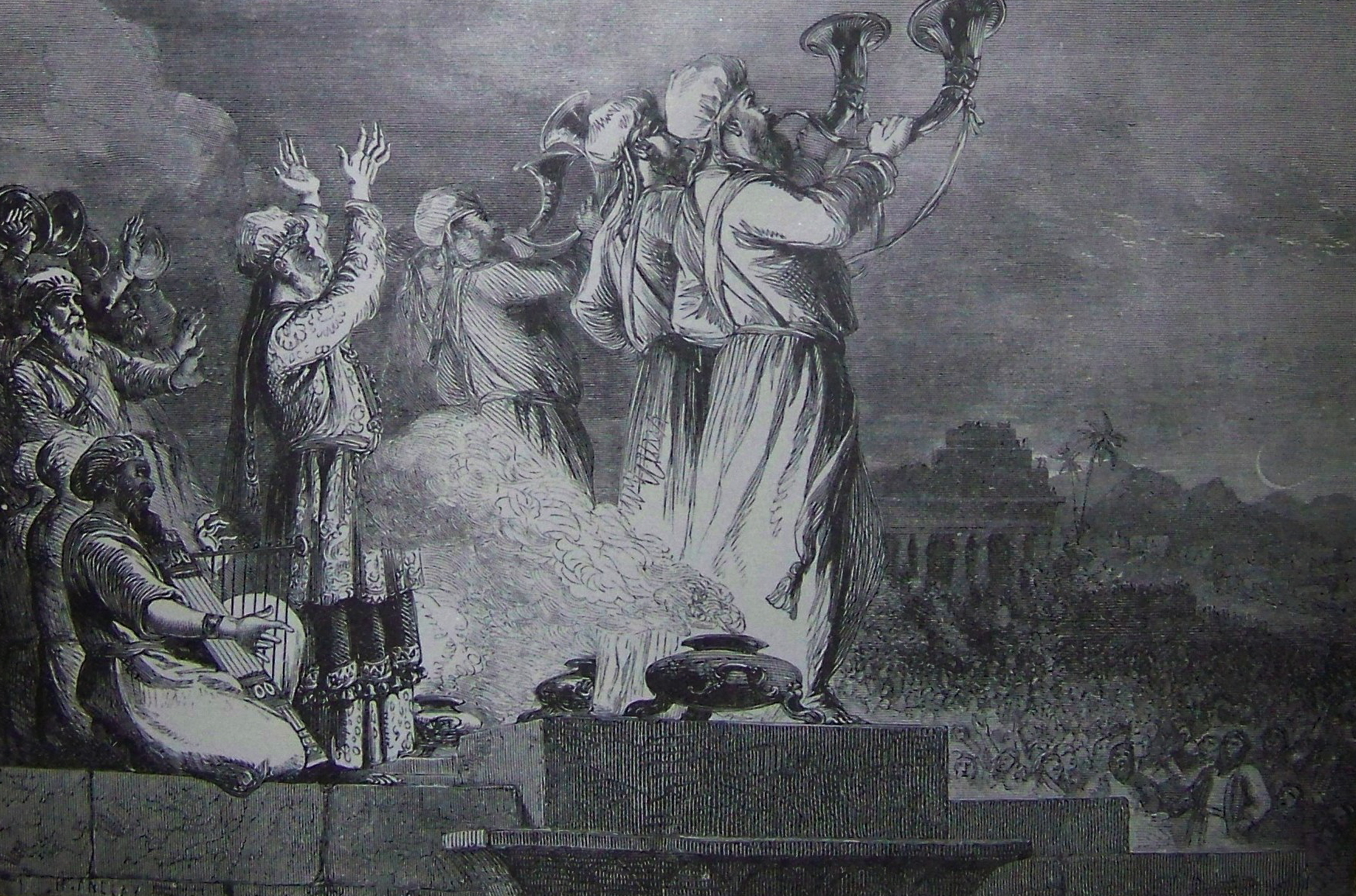
Suono delle Trombe per la Festa della Luna Nuova (illustrazione dalla Bibbia Holman, 1890)